# Bod Lajos (tanár)
Albisi legidősb Bod Lajos (Vajdaszentivány, 1852. február 7. – Rákoscsaba, 1938. március 24.) főreáliskolai tanár.

## Élete
Bod Károly és bikafalvi Máthé Borbála fia. A négy alsó gimnáziumi osztályt Besztercén, a többi osztályokat a kolozsvári és marosvásárhelyi református kollégiumokban végezte; mint 17 éves ifjú Mikó Mihály főispán fiának volt nevelője. Két évig a budapesti egyetemen a mennyiség- és természettani előadásokat hallgatta és azokból 1875-ben tanári képesítést nyert; ez idő alatt Szőnyi Pál magánintézetében mint bennlakó nevelő és tanító működött és az egyetemen Jedlik tanár mellett mint helyettes tanársegéd volt alkalmazva. Ezután a székelyudvarhelyi református kollégiumban egy évig volt helyettes tanár. 1876-től a székesfehérvári főreáliskolában mint a természettan rendes tanára működött. Megtanulta a német, francia, angol és olasz nyelvet. Neje Csemegi Matild volt.
Értekezései megjelentek a Természettudományi Közlönyben (1881. A meleg jégről), Középiskolai Szemlében (IV. X. füz.), a Tanáregylet Közlönyében (XV. XVI. évf.), az angol Nature c. folyóiratban (1880. ápr. 8. füz. Carnivours Wasp), a székesfehérvári főreáliskola 1886. Értesítőjében (A gravitatio és annak elméletei), a székesfehérvári keresk. akadémia 1887. és 1888. Értesítőjében. Írt még tudományos tárcacikkeket a kolozsvári Ellenzékbe (1881-85.) és az Egyetértésbe (Mesterséges gyámántok).